# Хамелеон (За гранью возможного)
«Хамелеон» (англ. The Outer Limits: The Chameleon) — телефильм, 31 серия 1 сезона сериала «За гранью возможного» 1963—1965 годов. Режиссёр: Герд Освальд. В ролях: Роберт Дювалль, Говард Кейн, Генри Брендон, Дуглас Хендерсон, Уильям О'Коннел.

## Вступление
Человеческая раса известна своей переменчивостью. Мы можем изменять наше настроение, наши лица, наши жизни, чтобы получить удовлетворение независимо от того, что ситуация нам противостоит. Приспособьтесь и выживите. Даже среди самых изменчивых из живых существ, Человек ещё более шустрый, подобно хамелеону, чем хамелеон, настроенный выжить, чего бы это ни стоило для других… и даже для самого себя.

## Сюжет
Летающая тарелка приземлилась в отдалённой части Соединённых Штатов и истребила военный патруль, посланный, чтобы заняться расследованием ситуации. Обеспокоенные, что летающая тарелка содержит ядерный материал, власти избирают сумасбродную схему действий: посылают Мейса, сорвиголову из ЦРУ, чтобы очистить корабль пришельцев. Генетически модифицированный, чтобы пройти на корабль как инопланетянин, Мейс понимает, что он начинает думать как инопланетное существо и подвергает сомнению свою преданность стране и свою собственную природу.

## Заключительная фраза
Выживание человека может иметь много форм, и форма, в которой люди находят своё человечество — не всегда человеческая.